# Manuel Larrabeiti Echáburu
Manuel Larrabeiti Echaburu (Mungia, Biscaia, 21 d'agost de 1931 - Eibar, Guipúscoa, 25 de desembre del 2018) fou un futbolista professional basc de les dècades de 1950 i 1960, i que jugava com a migcampista. Va jugar a Primera Divisió tres temporades amb la Reial Societat i quatre amb el Granada CF.

## Clubs
| Club           | Anys      |
| -------------- | --------- |
| SD Eibar       | 1954-1955 |
| Reial Societat | 1954-1957 |
| Granada CF     | 1957-1963 |